# روسینس، اندر
روسینس، اندر (به فرانسوی: Roussines) یک کمون در فرانسه است که در اندر واقع شده‌است. روسینس ۲۲٫۹۸ کیلومتر مربع مساحت و ۳۵۸ نفر جمعیت دارد و ۲۲۰ متر بالاتر از سطح دریا واقع شده‌است.